# Cornelia de injuriis
Cornelia de injuriis va ser una llei romana establerta pel dictador Luci Corneli Sul·la cap a l'any 673 de la fundació de Roma (potser l'any 81 aC) que donava poder d'actuar al que patia una injúria acompanyada d'una agressió o a aquell al qui se li violentava la seva casa; privava de certs drets als autors de libels o inscripcions infamants encara que les hagués publicat sense nom o amb nom suposat.